# La Voz de Menorca
La Voz de Menorca fue un periódico español editado en Mahón entre 1906 y 1939.

## Historia
El diario fue fundado en 1906, en Mahón, como una publicación de ideología republicana. Durante el periodo de la Segunda República él se convirtió en el órgano principal del Partido Radical en las Baleares. No obstante, tuvo una difusión limitada, que no llegó a pasar de los 800 o 1000 ejemplares por tirada. Tras el estallido de la Guerra civil, en noviembre de 1936 el diario fue incautado por los anarquistas y pasó a servir como portavoz de la CNT en la isla de Menorca.
Continuó editándose hasta el 6 de febrero de 1939.